# Гижицкий, Камиль

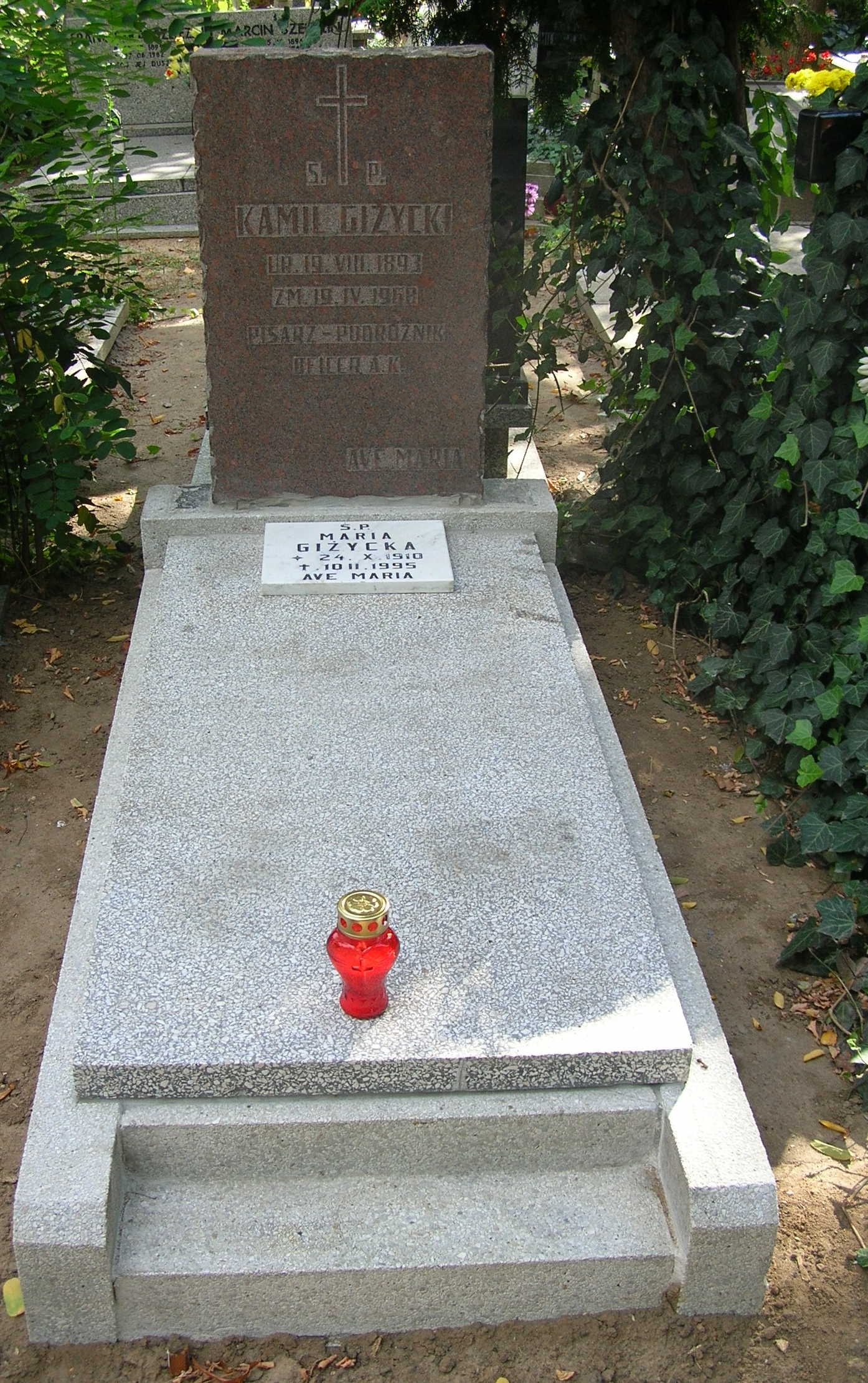
Могила Камиля Гижицкого во Вроцлаве

Камиль Гижицкий (пол.  Kamil Giżycki 19 августа 1893 — 19 апреля 1967) — польский писатель и путешественник.

## Биография
Окончил школу иезуитов в Хыровe и Технический университет в Мюнхене. Во время Первой мировой войны воевал в австрийской армии. Он был тяжело ранен в Ченстохове и попал в плен к русским, после чего очутился в Сибири. Благодаря заботам семьи он был быстро освобожден и назначен директором завода сельскохозяйственной техники.
После начала Февральской революции в 1917 года Камиль Гижицкий вступил в чехословацкий корпус и сражался в его рядах во время наступления адмирала Колчака. В январе 1919 года в Новониколаевске он вступил в звании лейтенанта в состав польской дивизии, а затем сражался против большевиков в Сибири. В том числе он участвовал в битве возле железнодорожнoй станции Тайга. Камиль Гижицкий был заместителем командира польского бронепоезда, а потом служил в батальоне инженерных войск.
После окружения большевиками польской дивизии под Красноярском в январе 1920 года, он вместе с группой солдат и офицеров не подчинился приказу о капитуляции и сумел сбежать. Далее он скрываелся в Минусинске, где краткое время управлял заводом сельскохозяйственной техники. Позже он был арестован большевиками и провел два месяца в тюрьме. После побега скрывался в тайге, а через два месяца организовал партизанский отряд Белых в Урянхайском Крае. Совместно с другими отрядами Белых он сумел занять на короткий срок столицу Тувы Белоцарск.
После поражения Белых на рубеже 1920/1921, Камиль Гижицкий бежал в северо-западную Монголию. После восстания Белых против китайской администрации в этом районе Монголии весной 1921 года он был отправлен Белыми в Синьцзян с целью установления сотрудничества с генералом Бакичем. После возвращения в Монголию, он присоединился к армии барона Унгерна. Камиль Гижицкий принимал участие в неудачном наступлении на Урянхай, а затем организовал и руководил заводом по производству ручных гранат, мин и боевых газов для Унгерна. В середине июля он участвовал в последней кампании Унгерна на Верхнеудинск и после поражения Унгерна вместе с второй бригадой прорвался через северную Гоби в Маньчжурию, которой достиг в сентябре 1921 года.
В Маньчжурии Камиль Гижицкий был военным инструктором маньчжурской армии генерала Чжан Цзолиньа, а затем работал инженером на железной дороге. Летом 1922 года он вступил в армию генерала Пепеляева, но скоро решил вернуться в Польшу и не принимал участия в марше на Якутск.
В Польше Камиль Гижицкий жил с 1923 в районе Львова, но в 1926 году он отправился в качестве препаратора животных в экспедиции Оссендовского в Западную Африку. В 1934 году он купил большую плантацию в Либерии, но в 1939 году вернулся в свою страну для участия в боях против гитлеровцев. Потом служил офицером в подпольной Армии крайовой.
После войны он жил во Вроцлаве и писал книги для молодежи.
Имя Камильа Гижицкого носит улица во Вроцлаве.

## Произведения
- Polowania egzotyczne, 1927, Zakł. Narodowy im. Ossolińskich, Lwów.
- Przez Urianchaj i Mongolię. Wspomnienia z lat 1920-21, (1929 Dom Książki Polskiej, Lwów: Zakł. Narodowy im. Ossolińskich; 2007 и 2011 Wyd. LTW)
- Ze Wschodu na Zachód. Listy z podróży, 1930 «Księg. Polska» Tow. Polskiej Macierzy Szkolnej, Warszawa
- Przez knieje i stepy, 1930 и 1938, Księg. św. Wojciecha Poznań.
- Wielkie czyny szympansa Bajbuna Mądrego 1947 — Wydaw. Polskie R. Wegner, Toruń : Toruńskie Zakłady Graficzne; 1960 Warszawa : «Nasza Księgarnia»; 2007 — Warszawa : Polityka. Spółdzielnia Pracy; издание на немецком: Die grossen Taten des Schimpansen Beybun Hofberater seiner Majestät des Königs Simba : Negermärchen. 1957, Berlin, A. Holz)
- Wężowa Góra, opowieści z puszczy liberyjskiej, 1958; 1975 Zakład Narodowy im. Ossolińskich
- Na Samotnym Atolu, 1958 (издание на немецком Berlin, 1960, 1964, 1966 Das einsame Atoll A. Holz; 1962 Verlag Kultur und Fortschritt)
- Nil, rzeka wielkiej przygody, 1959, 1972, 1983 (Nasza Księgarnia, Warszawa)
- Listy z archipelagu Salomona «Ossolineum», Wrocław; издание на русском: 1974: Письма с Соломоновых островов; пер. с пол. ; отв. ред. и авт. послесл. Л. А. Файнберг ; Академия наук СССР, Институт востоковедения. Москва, Наука, (Путешествия по странам Востока); издание на латышском: Vēstules no Zālamana salām Riga : «Zinātne», 1979.
- Hebanowa miłość, 1960 Zakład Narodowy im. Ossolińskich, Wrocław,
- Hevea płacze kauczukiem, 1962 Wyd. Śląsk.
- Lwica Uanga 1969 и 1980 (Nasza Księgarnia, Warszawa); и на литовском: Liūtė Uanga : apsakymai (Vilnius, Vaga 1966)
- W pogoni za Mwe, 1966, 1973, 1983 (Nasza Księgarnia, Warszawa)
- W puszczach i sawannach Kamerunu , Nasza Księgarnia, 1966, 1970, 1975, 1986
- Оборотень. Вокруг света 1969, номер 5.
- Гижицкий К. Нил — река большого приключения / пер. с польского Ю.И. Перцовского. — Москва ; Берлин: Директ-Медиа, 2021. — 204 с. — ISBN 978-5-4499-2060-7.